# Kościół św. Barbary w Łąkach
Kościół św. Barbary w Łąkach (cz. Kostel sv. Barbory v Loukach) – zabytkowy kościół znajdujący się w Łąkach (część Karwiny), czynny w latach 1818–1995.   

## Historia
Kościół św. Barbary został zbudowany w latach 1809–1818 na terenie samodzielnej wsi Łąki nad Olzą, obecnie przedmieście Karwiny. Wcześniej, być może już około 1500 roku, stała tu drewniana świątynia. Pierwsze wzmianki o drewnianym kościele w Łące pochodzą z 1654. Kościół należał do parafii cieszyńskiej, kiedy to specjalna komisja habsburska zwracała kościoły protestanckie Kościołowi katolickiemu, później powstała tu stacja misyjna jezuitów, której celem było nawracanie ewangelików na katolicyzm.
Pod koniec XVIII wieku, za panowania cesarza Józefa II, Łąki otrzymały fundusze na założenie własnej parafii i budowę nowego kościoła. Projekt wykonał prawdopodobnie architekt Antonín Englisch z Opawy, który w tym czasie wybudował większość kościołów na Ziemi Cieszyńskiej.  
Kościół został zniszczony wskutek szkód górniczych związanych z niekontrolowanym wydobyciem węgla w drugiej połowie XX wieku. Ze względu na zniszczenia świątynię w 1995 odświęcono, a w 2012 skreślono z listy zabytków. Obecnie (rok 2021) budynek stoi opustoszały i zniszczony (m.in. rozbite witraże, pęknięcia murów). Obowiązuje zakaz wstępu.  

## Opis
Jest to murowany, jednonawowy kościół z dwuspadowym dachem i masywną czworoboczną wieżą nakrytą cebulastym hełmem. Nawę kościoła zamyka szerokie półkoliste prezbiterium. Przy nim znajduje się zakrystia, a nad nią empora.
Pierwotnie kościół posiadał ozdobną fasadę w stylu późnobarokowym z elementami klasycyzmu. Jednak przed 1989 rokiem dekoracje sztukatorskie zostały zlikwidowane i zastąpione szarym tynkiem. W XIX wieku w ołtarzu głównym znajdował się obraz z 1808 roku przedstawiający Chrystusa na krzyżu, autorstwa austriackiego malarza Doeringera. Nad ołtarzem był witraż z przedstawieniem św. Barbary. W ołtarzach bocznych znajdowały się obrazy św. Józefa, Marii Panny i Jana Chrzciciela – dzieła cieszyńskiego malarza Klementa Lobra z 1848 roku.

## Galeria

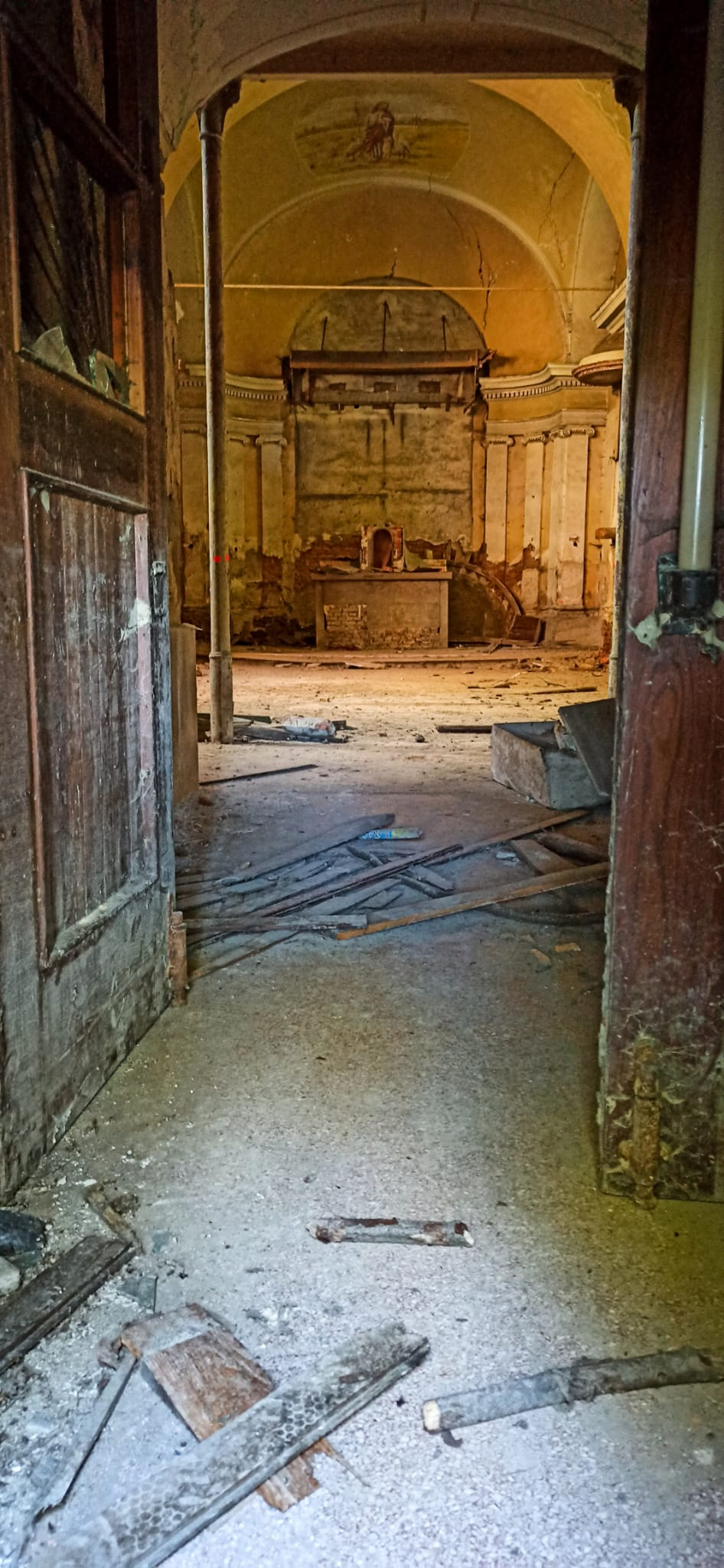
Wnętrze stan obecny
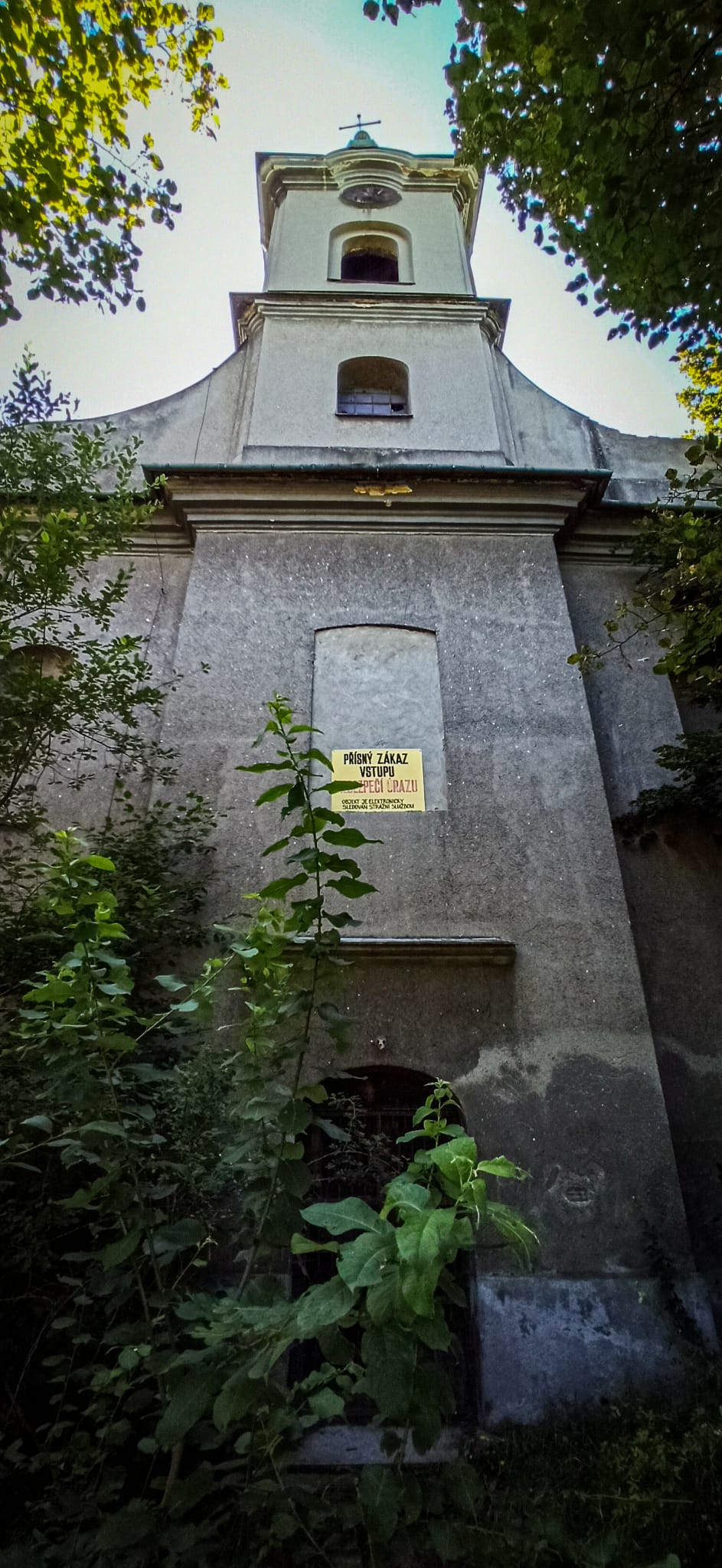
Widok od frontu